# Бейт-ха-Эмек
Бейт-ха-Эмек (ивр. נחל בית העמק‎, Нахаль-Бейт-ха-Эмек) — пересыхающая река в Израиле, в западной Галилее, впадающая в Средиземное море.
Река начинается у подножия гор Пелех и Халуц, к северу от города Кармиэль. Оттуда она течёт на запад и впадает в Средиземное море к северу от Шавей-Цион. Её основным притоком является вади Кишор. В русле ручья заметны карстовые явления, например, пещеры и источник Эйн-эль-Маджнуна («сумасшедший источник»). Количество воды в нём зависит от наполнения водой карстовых пустот в скалах, отчего он внезапно то пересыхает, то вновь начинает бить.